# Villa Biancardi (Zorlesco)
Villa Biancardi Vistarini è una storica residenza in stile liberty posta nel centro abitato di Zorlesco, frazione del comune di Casalpusterlengo.

## Storia
Fu fatta costruire nel 1911 dal Cav. Serafino Biancardi all'architetto Gino Coppedè, là dove in origine probabilmente vi era una struttura fortificata (da qui il nome tradizionale di "castello").

## Descrizione
L'egante edificio è situato all'interno di un ampio parco. Si segnala, all'interno, la Sala della caccia, affrescata dal pittore casalese Angelo Prada (1859-1934). L’elemento architettonico più caratteristico è la torre del belvedere.